# Ticker tape

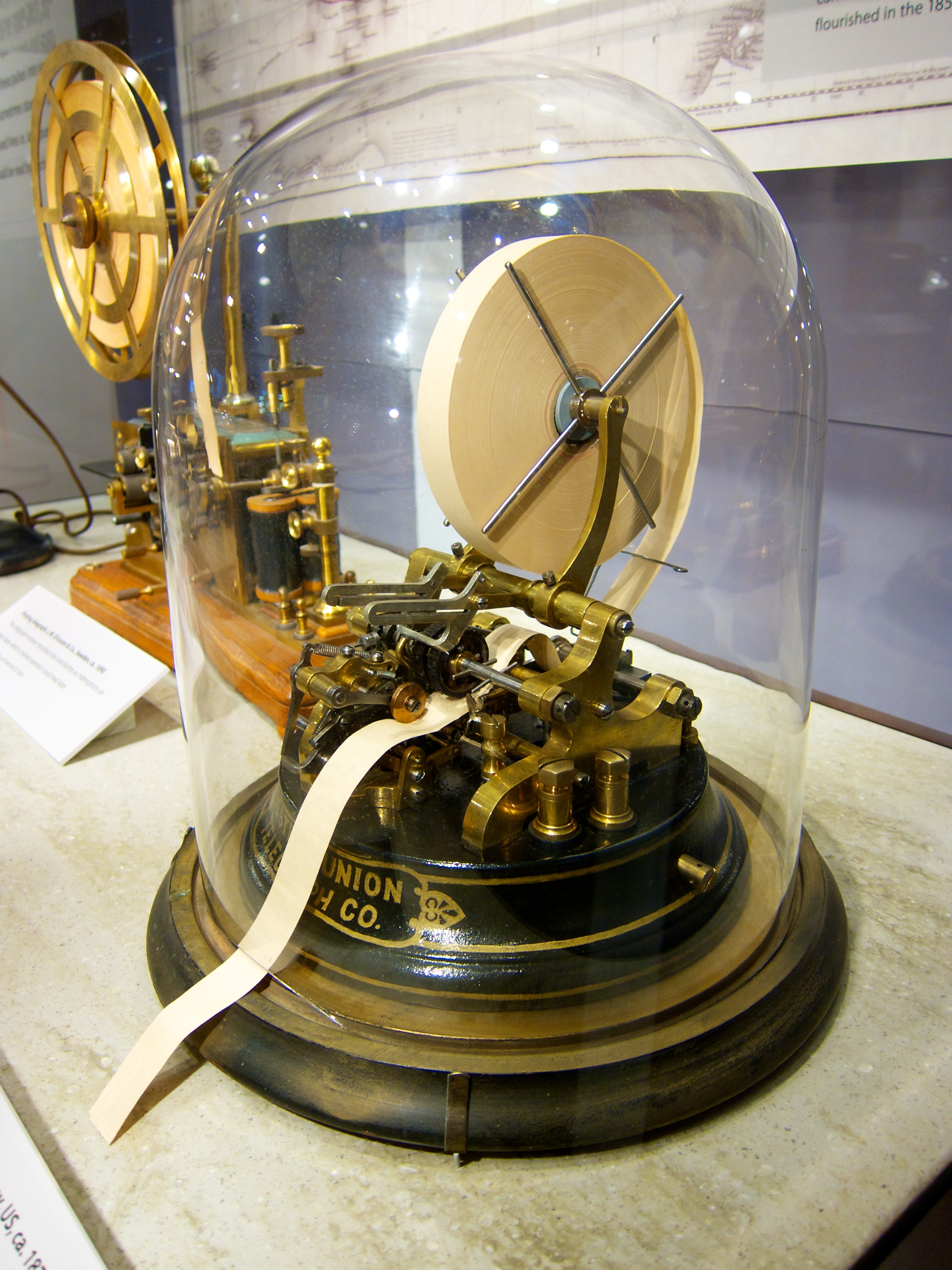
Früher Schreibtelegraf (links) und Börsenticker (um 1875) mit aufgewickeltem Ticker tape (weiß)

Ticker tape (deutsch „Tickerband“ oder „Tickerstreifen“) ist die englische Bezeichnung für lange Papierstreifen, wie sie seit den frühen Anfangszeiten der elektrischen Telegrafie noch vor der Mitte des 19. Jahrhunderts bis in die zweite Hälfte des 20. Jahrhunderts verwendet wurden.
Sie dienten hauptsächlich zur Aufzeichnung von Morsezeichen, beispielsweise mithilfe von Schreibtelegrafen (Bild), die auch im Deutschen als Nachrichtenticker oder kurz als Ticker bezeichnet wurden. Grund für den Namen war das tickende Geräusch, das diese Geräte beim Schreiben erzeugten. Statt Morsezeichen konnten spätere fortgeschrittene Modelle auch „Klartexte“ aus Buchstaben oder Zahlen darauf ausdrucken.
Ausgediente ticker tapes wurden gerne bei den traditionellen Konfettiparaden als Luftschlangen verwendet, speziell bei denen in New York City.

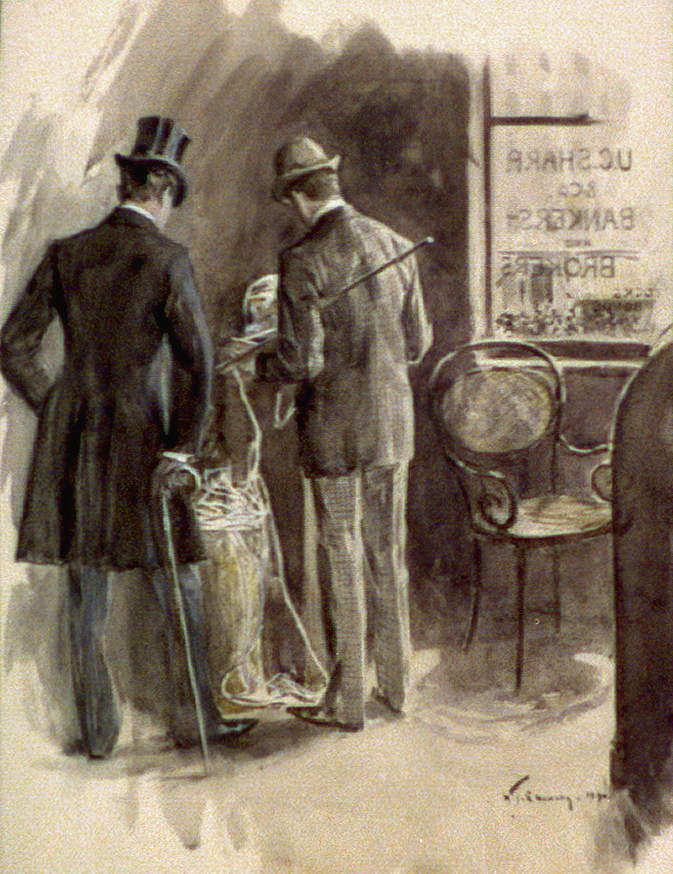
Broker mit Ticker tapes (1894)
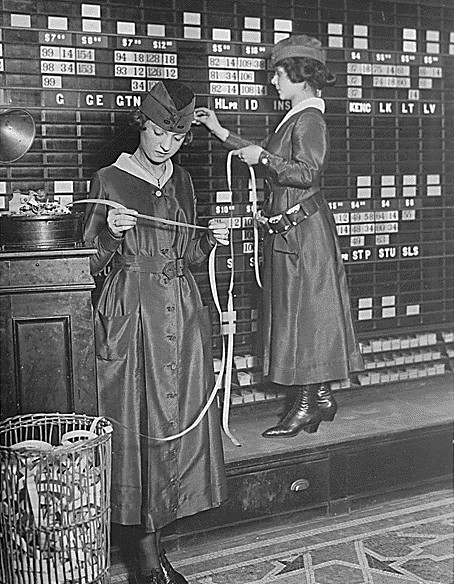
Ablesen von Börsenkursen (1918)
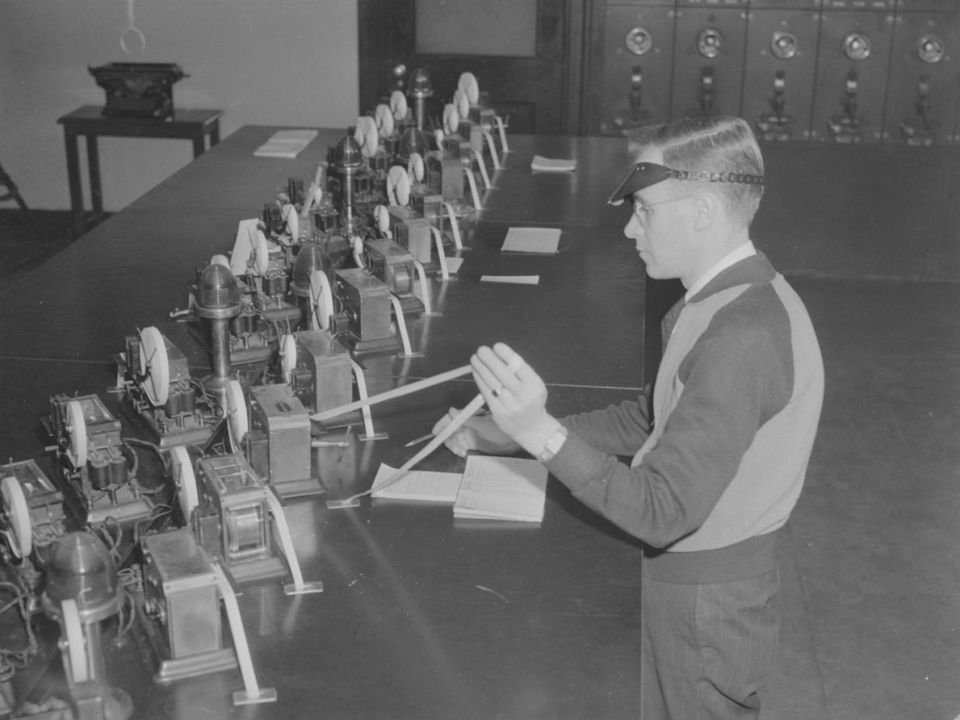
Ticker tapes (1944)
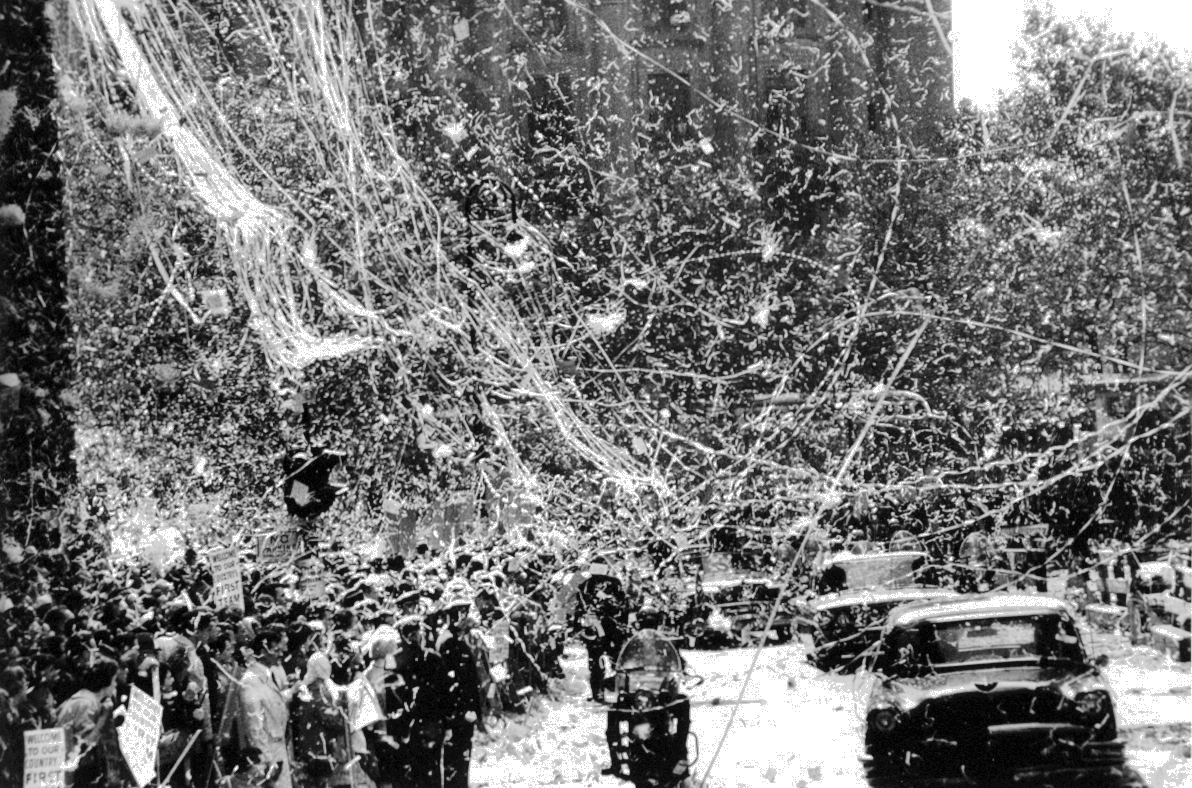
Ticker tapes bei einer Konfettiparade (1960)